# Justine Toms

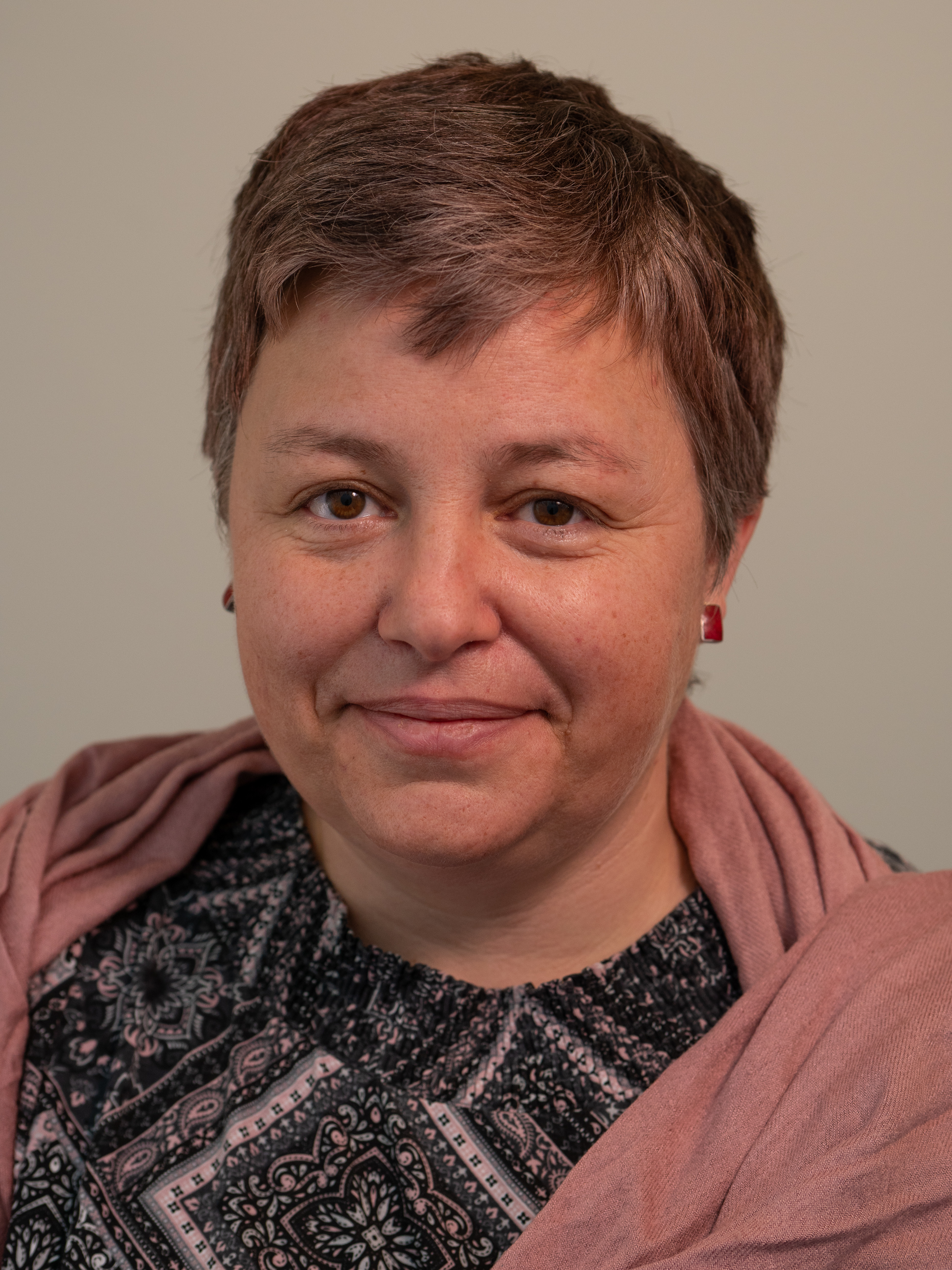
Justine Toms (2019)

Justine Toms (bulgarisch Жюстин Томс, * 1971 in Sofia) ist eine bulgarische Unternehmerin, Hochschuldozentin und Autorin.

## Leben
Toms wurde 1971 in Sofia geboren. Sie absolvierte ein Magisterstudium in den Fächern Philosophie, Pädagogik und französische Philologie an der Universität Sofia. Seit 1998 ist sie im digitalen Marketing tätig und Inhaberin einer eigenen Agentur. Daneben ist Toms seit 2007 Dozentin der Neuen Bulgarische Universität (NBU) und der „Software University“ (СофтУни, SoftUni).
Toms ist in der bulgarischen Internet-Community weithin bekannt und hat etwa 20 Bücher zu den Themen Internet, Online-Marketing und Existenzgründung veröffentlicht.

## Außerberufliches Engagement
Toms startete 2014 mit Svetlozar Petrov von JobTiger die Online-Buchinitiative «Книгата, която ме вдъхновява» (Das Buch, das mich inspiriert), um Menschen zu ermutigen, mehr zu lesen. Eine weitere Initiative ist «Училище за бъдеще.» (Schule der Zukunft) zu der 2018 und 2019 vier Veranstaltungen mit jeweils 100 Lehrern stattgefunden haben.

## Veröffentlichungen (Auswahl)
- «Основи на уеб дизайна. Принципи, технологии, възможности.» 2004.
- «Интернет рекламата. Мисията – възможнаИнтернет рекламата. Мисията – възможна.» 2005.
- mit Горица Василева Белогушева: «Онлайн маркетинг. Мисия още по-възможна.» 2007.
- mit Камелия Георгиева: «Инструменти за социални мрежи. маркетинг в епохата на Web 2.0.» 2011.
- mit Павлина Димитрова Козарова: «Основи на успешния бизнес тук и сега. съвети за млади предприемачи и мениджъри.» 2012.
- mit Симеон Младенов Колев: «Мисия “татко”.» 2015.
- mit Богдана Трифонова: «Мисия мама.» 2016.